# Ши-Ра
Ши-Ра (енгл.She-ra) је измишљени лик из франшизе Господари Свемира, њено право име је Адора и она је главни протагониста Филмејшнове анимиране серије Ши-Ра: Принцеза моћи из 1985. године и поново се појављује 2018. године у Нетфликсовој анимираној серији Ши-Ра и принцезе моћи. Ши-Ра је Хи-Менова сестра близнакиња и настала је као његова женска верзија како би се повећала продаја акционих фигура девојчицама.